# Matthieu Paris
Pour les articles homonymes, voir Paris (homonymie).
Ne doit pas être confondu avec Matthew Parris.
Matthieu Paris (en latin, Matthæus Parisiensis, littéralement Matthieu le Parisien) (v. 1200-1259) est un moine bénédictin anglais, chroniqueur, artiste enlumineur, hagiographe, cartographe, sculpteur. 
Au monastère bénédictin de Saint-Albans, il continua l'œuvre historique de Roger de Wendover, les Chronica maiora, en l’élargissant par l’ajout des événements étrangers. Il est connu pour son admiration envers Frédéric II du Saint-Empire, auquel il attribua le surnom de Stupor mundi (la « Stupeur du monde »).
Matthieu Paris résuma sous le titre Historia Anglorum ou Historia minor de nombreuses et longues chroniques datant de 1067 à 1253. Il fut aussi l’auteur de biographies de saints et de moines, dont une Life of Saint Albans. Il illustra ses ouvrages par de nombreuses enluminures et reste l’un des principaux talents de son époque en Angleterre.

## Biographie

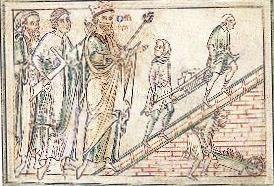
Une illustration du manuscrit Life of Saint Albans avec une des premières représentations connues de la brouette

Malgré son nom et sa connaissance de la langue française, Matthieu Paris était anglais de naissance, descendant peut-être de la famille Paris originaire d'Hildersham, dans le Cambridgeshire. Il est possible qu'il ait étudié à Paris dans sa jeunesse, après avoir reçu sa première éducation à l’école monastique de Saint-Albans. La première chose que nous savons de lui (et nous le tirons de ses propres écrits), c'est qu'il fut admis comme moine à Saint-Albans, dans le Hertfordshire, en 1217. C'est en supposant qu'il était encore adolescent lors de son admission que sa date de naissance approximative est déterminée, mais certains chercheurs émettent l'hypothèse qu'il ait eu au moins dix ans de plus puisque de nombreux moines n'entraient dans la vie monastique qu'après une carrière laïque. Il est certain qu'il était familier avec les usages de la noblesse et même de la royauté, ce qui peut indiquer qu'il était issu d'une famille d'un rang assez élevé, mais il est aussi certain que c'était un trait de sa personnalité. Il passa la plus grande partie de sa vie dans cette abbaye, mais en 1248 il est envoyé au royaume de Norvège comme porteur d'un message de Louis IX à Haakon IV et il plut tant au roi de Norvège qu'il fut invité, plus tard, à superviser la réforme du monastère bénédictin de Nidarholm, près de Trondheim, sur l'ordre d'Innocent IV. 
Outre ces missions, l'activité que l'on connaît de lui fut consacrée à l'Histoire, une tâche pour laquelle les moines de Saint-Albans ont longtemps été célèbres. Ayant été admis dans l'ordre en 1217, il hérite en 1236 du rôle de Roger de Wendover, chargé officiellement d'enregistrer la chronique de l'abbaye. Il révise son travail, et celui de l'abbé Jean de Cella, y ajoutant de nouveaux matériaux pour couvrir le temps de son propre mandat, et cette Chronica Majora est une source historique importante, en particulier pour la période comprise entre 1235 et 1259. Tout aussi intéressantes sont les illustrations que Paris a utilisées dans son travail. 
Le Manuscrit de Dublin (voir ci-dessous) contient des notes intéressantes, qui éclairent le rôle  joué par Matthieu Paris dans d'autres manuscrits, et sur la façon dont il se servait des siens propres. Ils sont en français, et on lit de sa main : 
- « Si cela vous plaît, vous pouvez garder ce livre jusqu'à Pâques. »
- « G, ayez l'obligeance de faire savoir à la comtesse d'Arundel, Isabelle, qu'elle doit vous envoyer le livre sur saint Thomas le Martyr et saint Édouard, que j'ai copié (traduit?) et illustré, et que la comtesse de Cornouailles peut conserver jusqu'à la Pentecôte. »
- Certains vers.
- « Dans le livre de la comtesse de Winchester qu'il y ait ainsi deux images sur chaque page » (des vers suivent décrivant treize saints).

On suppose que la dernière phrase fait allusion à l'activité de Paris, qui était l'intermédiaire et le conseiller en iconographie de la comtesse avec un autre artiste. 
Le prêt de manuscrits à des  familles aristocratiques, semble-t-il pour des périodes de plusieurs semaines ou plusieurs mois à la fois, est peut-être la raison pour laquelle il a réalisé plusieurs versions illustrées de sa Chronique.